# Pim Wessels
Pim Wessels (* 17. Mai 1991 in Apeldoorn (Gelderland), Niederlande) ist ein niederländischer Schauspieler.
Im Alter von 16 Jahren begann Wessels 2007 im Film Die Abenteuer von Kapitän Bontekoes Schiffsjungen – Der Fluch der Gezeiten (Originaltitel: De scheepsjongens van Bontekoe) seine Zusammenarbeit mit dem Regisseur Steven de Jong, die er mit Snuf de hond en het spookslot (2010) und Penny’s Shadow (2011) fortsetzte.
Später hatte Wessels kleinere Engagements in den niederländischen Fernsehserien Spangas, Van God Los, Seinpost Den Haag, De Blauwe Bank und De jongens tegen de meisjes.

## Filmografie
- 2007: Die Abenteuer von Kapitän Bontekoes Schiffsjungen – Der Fluch der Gezeiten (De scheepsjongens van Bontekoe)
- 2008: Radeloos
- 2010: Snuf de hond en het spookslot
- 2011: Penny’s Shadow

## Auszeichnungen
2007 gewann Wessels für die Hauptrolle im Film Die Abenteuer von Kapitän Bontekoes Schiffsjungen – Der Fluch der Gezeiten beim niederländischen Golden and Platin Film.